# Історія Батурина
Бату́рин — історичне населене місце України, у 1669–1708 та 1750–1764 роках - резиденція гетьманів Лівобережної України Дем'яна Ігнатович, Івана Самойловича, Івана Мазепи, Кирила Розумовського.

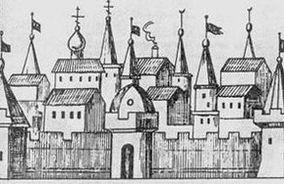
Батурин. Лубок XVIII cт.

На території міста розташовані пам'ятки та об'єкти культурної спадщини, що формують Національний історико-культурний заповідник «Гетьманська столиця».

## Заснування міста
Існує "радянська енциклопедична версія" про те, що Батурин був заснований в 1575 році польським королем і великим князем Литовським Стефаном Баторієм і названий в його честь. Нібито невдовзі після його смерті (1586) Батурин запустів.
Цю легенду випустив у світ польський письменник Веспасіян Коховський (1633-1700), який справив значний вплив на українське історіописання. Від нього вона перекочувала в українські "хронічки" - в Літопис Самовидця, «Історію Русів»). Коховському "на слово" повірили М. Маркевич, М. Костомаров, Філарет (Гумілевський) та інші історики. Втім, не всі. О. Лазаревський наприкінці ХІХ ст. у своїх праця, присвячених Батурину, назвав часом його заснування першу половину XVII ст.
Про те, що заснування у XVI столітті Батурина Баторієм є легендою, довели археологічні дослідження. За увесь час роботи у місті Батуринської археологічної експедиції ЖОДНИХ матеріалів цього часу не знайдено. Таким чином, через 100 років версія О. Лазаревського підтвердилася - Батурин був заснований у 1625 р.

### Назва
Назва Батурин не зустрічається в давньоруських літописах. Згадка 1625 р. «городища Батурин» в указі королівської канцелярії Речі Посполитої майже одночасно з літописними городищами Ніжин, Бахмач та ін., дозволяє припускати, що і Батурин зберіг свою первісну назву.
Найімовірніше, назва походить від руського діалектного «батура» — башта, вежа, або від тюркського імені Батур (Патур, Петер, Петро або за іншою версію Батир — богатир), серед носіїв якого є відомі князі-мурзи часів Золотої Орди.

## Давнє заселення

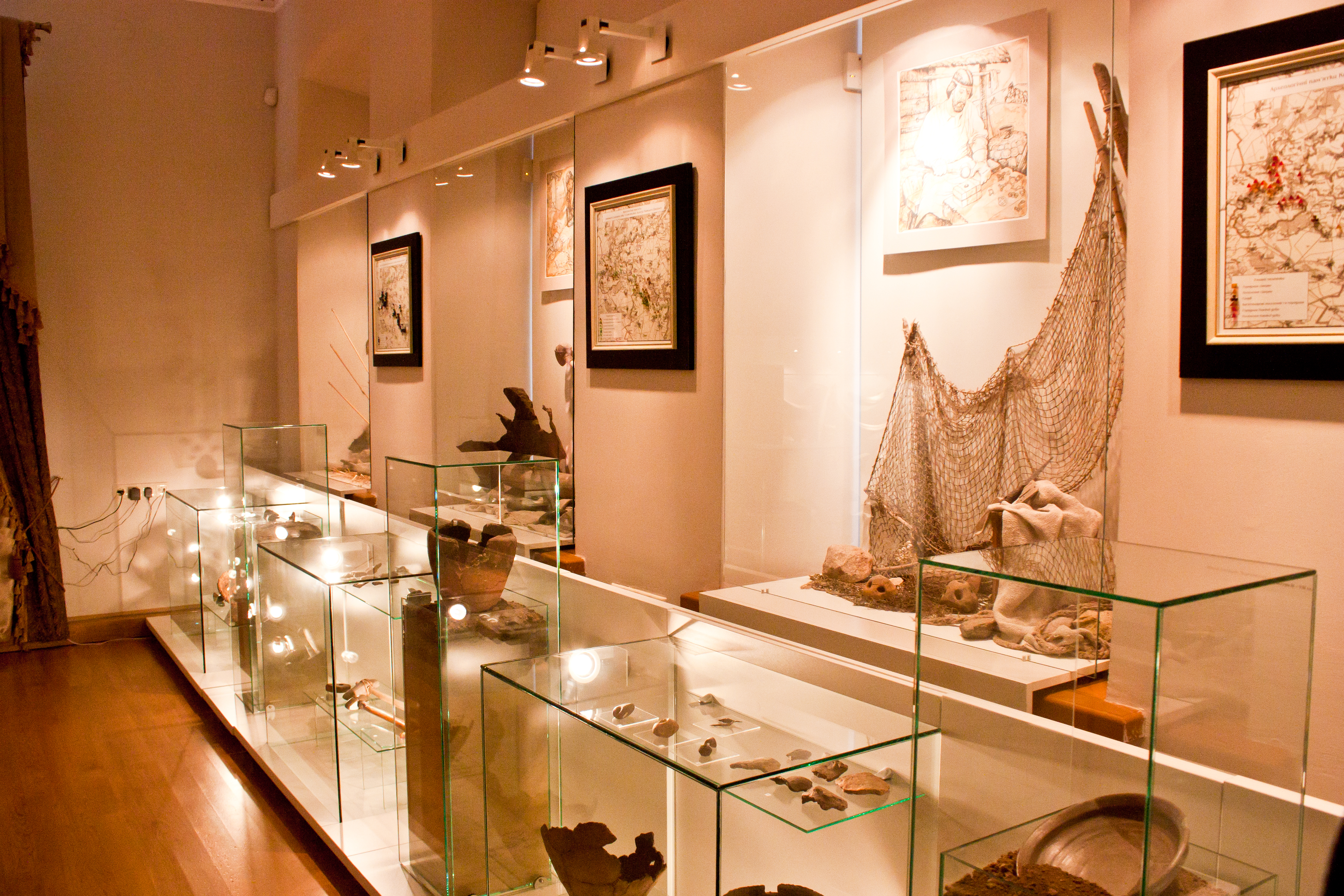
Зал "Батурин стародавній» у Музеї археології Батурина.

У добу середньовіччя місто розвивалося навколо городища на високому, невеликому за площею (1,3 га) мисоподібному останці, відокремленому від плато ярами, валом і рукотворним ровом, де виявлено матеріали раннього залізного віку (юхнівська культура), ранньослов'янських київської і колочинської культур, сіверянські (роменська культура) і давньоруські старожитності XII — середини XIII ст.
В XIII ст. населений пункт постраждав від монголо-татарської навали.

## XVII століття

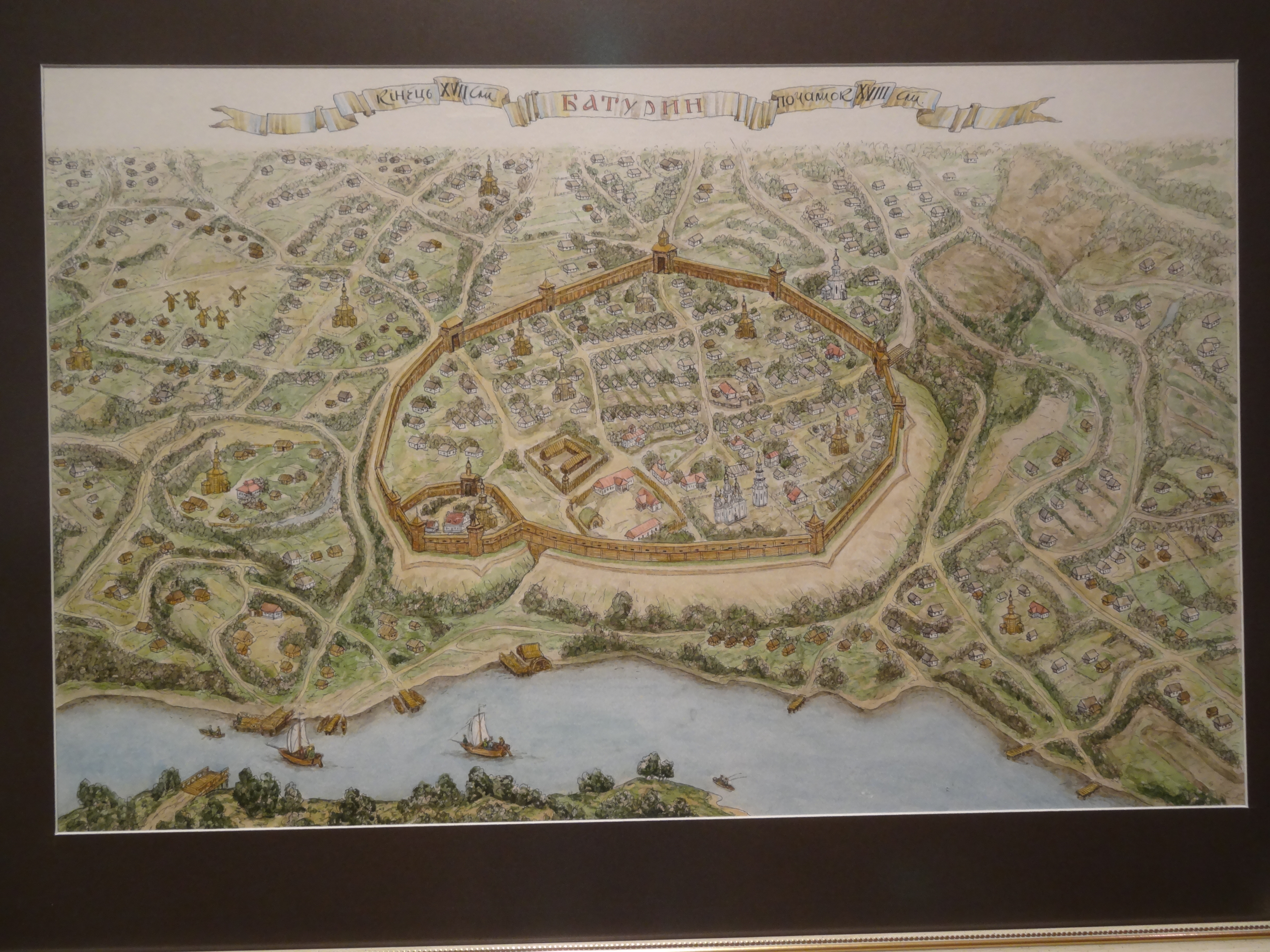
Зображення Батуринської фортеці, Музей археології Батурина.

У 1625 р. на «городищі Батурин» поляки осадили місто - збудували Батуринську фортецю, навколо якої з'явилися неукріплені передмістя. 
Місто швидко зростало і перетворювалося на ремісничо-торговий центр, у господарстві якого велику роль відігравала торгівля. 1643 р. Батурин отримав привілей на звільнення місцевих купців від мита на 20 років.
Під час Національної революції 1648—1676 (на початку літа 1648) Батурин перейшов під контроль Війська Запорозького. Він став центром сотні. 1654 Батурин «зі всіма угіддями і селами», згідно грамоти московського царя Олексія Михайловича, пожалуваний наказному гетьману І. Золотаренку. Велика пожежа, що спалахнула влітку 1655, завдала значної шкоди місту.
У 1663 в Батурині між представниками царського уряду та гетьманом Іваном Брюховецьким підписано Батуринські статті.

## Перший гетьманський період (1669-1708)

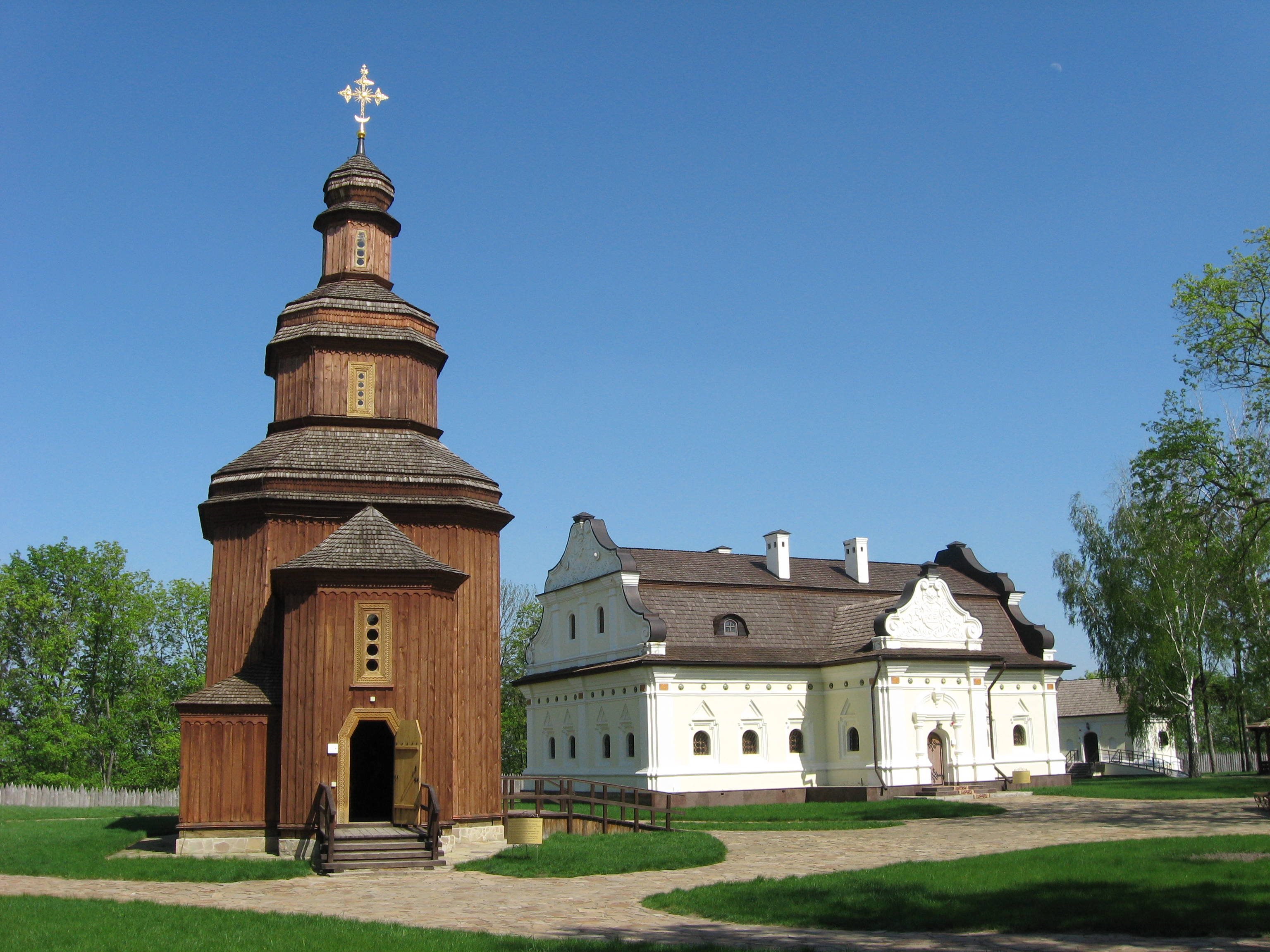
Відбудовані гетьманські споруди на території Цитаделі Батуринської фортеці

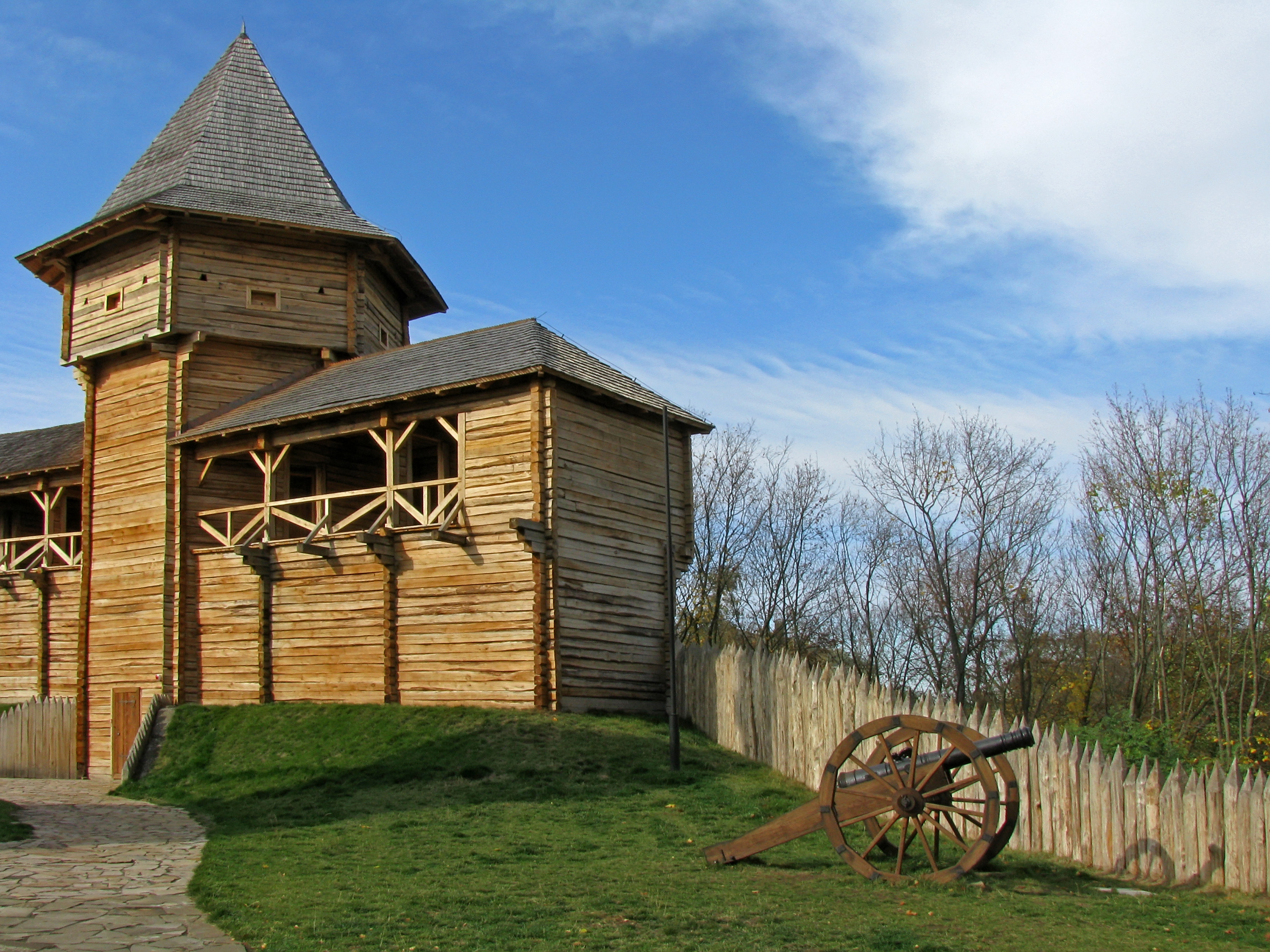
На Цитаделі Батуринської фортеці

У 1669—1708 місто було офіційною резиденцією гетьманів Дем'яна Ігнатовича, Івана Самойловича та Івана Мазепи. Набуття специфічних столичних функцій вплинуло на вигляд Батурина та змінило життєвий устрій міста. Опорядилося місце проживання і перебування гетьмана, поновилися оборонні укріплення. З'явилася низка нових споруд, де розмістилися вищі органи влади і державного управління, гетьманська гвардія. Кілька разів на рік у Батурині збиралися старшинські ради. У часи функціонування у Батурині гетьманської резиденції значно збільшилася площа міської забудови. У межах укріплень та на передмісті збудовано кілька храмів (собор Живоначальної Трійці, церкви Покрови Пресвятої Богородиці, Воскресіння Христового, Св. Миколи, Введення Пресвятої Богородиці), жоден з яких не зберігся. Місто було значним торговим центром, розвивалося ремесло та млинарство. На початку XVIII ст. чисельність населення Батурина сягнула 10 тис.
В останній чверті XVII ст. Батурин стає значним культурним центром. Осередком культури і духовності був Батуринський Миколо-Крупицький монастир, який розбудовували козацька старшина та гетьмани. Ігуменами обителі були відомі служителі православ'я Димитрій Ростовський (Туптало), Гедеон Одорський, Іларіон Мигура та ін.

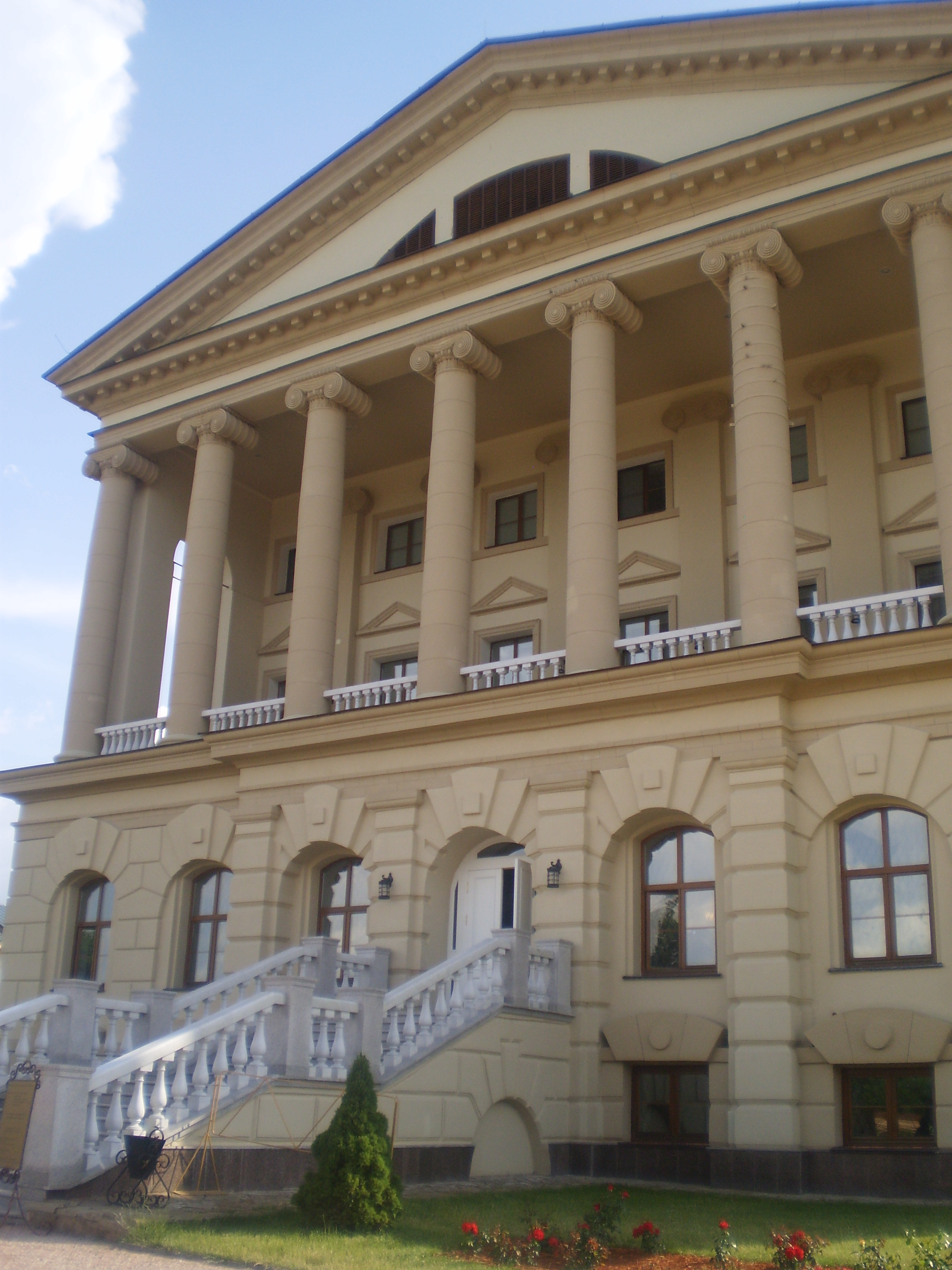
Палац гетьмана Кирила Розумовського

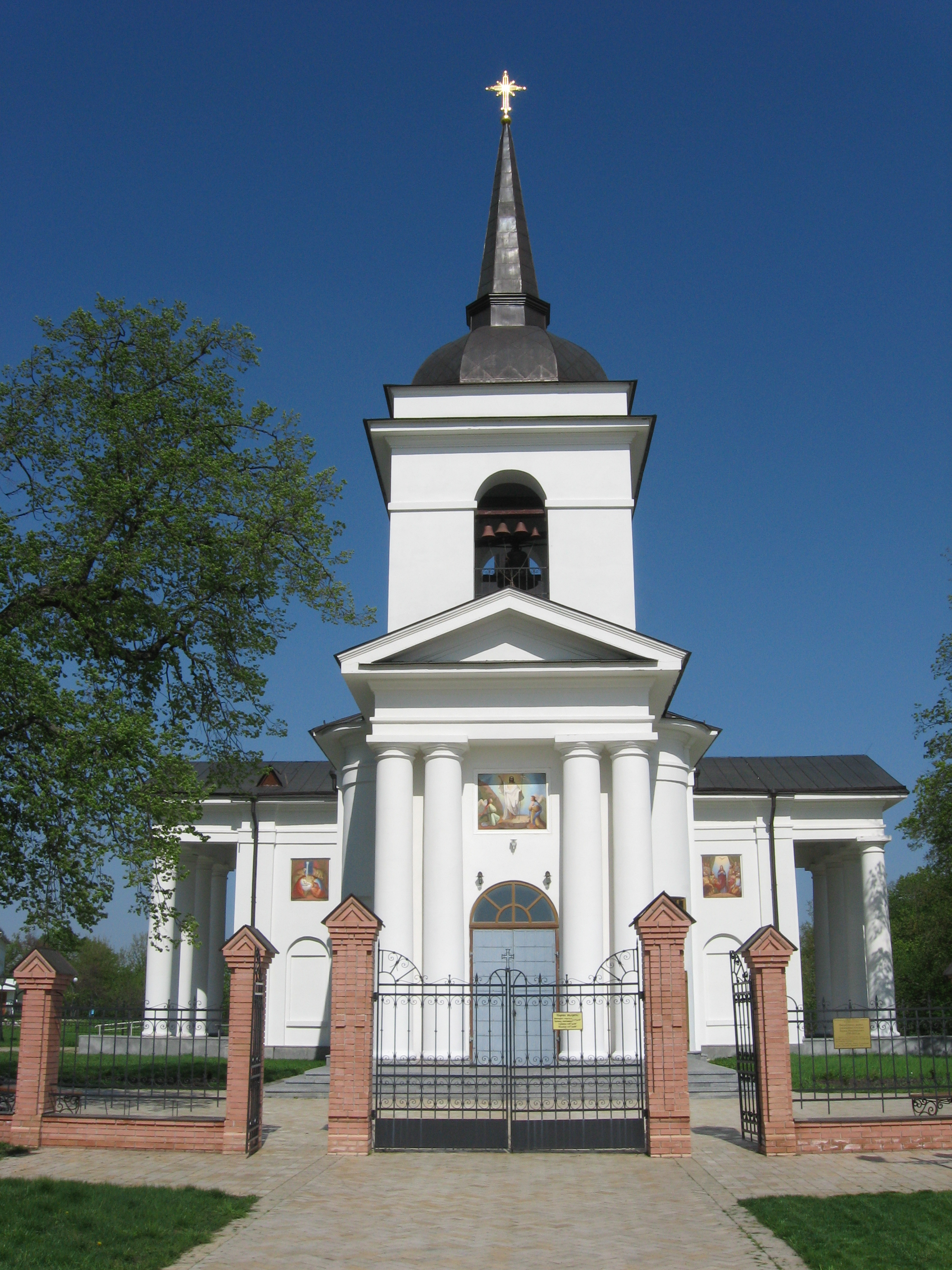
Воскресенська церква (Батурин) — усипальниця К. Г. Розумовського

2 листопада 1708, після переходу І. Мазепи на бік шведського короля Карла ХІІ, Батурин захоплений московським військом під командуванням князя Олександра Меншикова. Місто було вщент зруйновано, а більшість мешканців знищено.
За наказом Петра І гетьманську резиденцію перенесено до м. Глухів.

## Міжгетьманський період (1708-1750)
1726 російська імператриця Катерина І подарувала Батурин Олександру Меншикову, але після 1727 місто знову переведене в ранг державних. За указом російської імператриці Анни Іоанівни 1740 р. Батурин відійшов у відання полкових командирів кінної лейб-гвардії для обслуговування кінного заводу, розміщеного у Батуринській волості.

## Другий гетьманський період (1750-1803)
Після обрання на гетьманство 1750 Кирило Розумовський дістає указ російської імператриці Єлизавети Петрівни про розбудову Батурина і повернення до нього гетьманської резиденції.
У 2-й половині XVIII ст. місто переживало часи піднесення, інтенсивної забудови. Діяли суконна мануфактура, свічковий завод, гідросилові установки (лісопильня (тартак), водяні млини, ступи, валюшні), цегельні, винокурні, ремісничі майстерні. Розвивалася тимчасова (ярмарки, базари) і постійна (торги, лавки, шинки) торгівля.
У 1760 році підготовлено Проєкт відкриття Батуринського університету, який, втім, так і не був реалізований.
Збудовано кам'яні Покровську і Воскресенську церкви, палацово-парковий ансамбль К.Розумовського.
Ліквідація гетьманства 1764 загальмувала розвиток Батурина.
З ліквідацією Ніжинського полку у 1781 Батурин став волосним центром і залишався в цьому статусі до 1918 р.
Саме тут доживав віку гетьман Кирило Розумовський, який помер у Батурині 9 січня 1803 р. і похований у Воскресенський церкві - усипальниці.

## ХІХ століття
У 1843 в Батурині перебував Тарас Шевченко.
У 2-й половині XIX ст. Батурин лишився осторонь залізниць і певною запорукою його розвитку стало перебування (з 1860-х) на околиці містечка літніх таборів піхотних, артилерійських і кавалерійських військових формувань. 1873 табори відвідав російський імператор Олександр ІІ. Загалом військові табори під Батурином, за винятком часу І і ІІ світових воєн, функціонували до початку 2000-х.

## Перша половина ХХ століття
У 1905—1909 рр. було порушено питання про необхідність покращення стану доріг у містечку. Згодом, у 1911 р. бруківкою викладено Базарну гору, а у 1913 р. частково забруковано Києво-Московський тракт (сучасна вулиця В. Ющенка).
Після встановлення в Батурині радянської влади у 1918 р., у 1921—1932 та 1935—1961 р. Батурин мав статус села і був центром Батуринського району.
Перша сільськогосподарська артіль, що з'явилася в Батурині, мала назву «Імені Леніна». Згодом утворено колгоспи: «ім. Сталіна», «ім. Будьоного», «Червоний маяк», «ім. Шевченка». Всі вони пройшли шлях укрупнення, а після об'єднання з колгоспом «ім. Комінтерну» сусіднього села Матіївка, в Батурині залишився один колгосп — «ХХІ партз'їзд». Він проіснував до середини 1990-х.
У 1932 р. в Батурині діяв льонозавод, у 1933 р. відкрито середню школу, у 1934 р. — електростанцію і кінотеатр, у 1935 — маслозавод.

## Друга світова війна
З вересня 1941 по вересень 1943 р. Батурин був зайнятий німецькими військами. Під час Другої світової війни знищено 6 споруд підприємств, закладів та установ і 35 будинків житлового фонду. На 1946 р. житлова забудова села була представлена переважно одноповерховими дерев'яними будинками під солом'яними дахами.

## Радянська доба
Станом на 1946 р. в Батурині діяли: райвиконком, райком партії, районний земельний відділ, відділ технічних культур, відділ тваринництва, районний ЗАГС, районний фінансовий відділ, редакція газети «Сталінський шлях» (пізніше — «Ленінський шлях»), районний відділ комунального господарства, районний відділ шляхів, районна прокуратура, насіннєва лабораторія, контора зв'язку, банк, суд, ощадкаса, районна споживспілка, заготскот, МВС, МДБ, військкомат, радіовузол, райком ЛКСМ, сільська рада, заготзерно, школа, бібліотека, клуб, лікарня, амбулаторія, аптека, ветеринарна амбулаторія.
Великої промисловості не було (крім пенькозаводу, який згодом перепрофілювали на льонозавод). У межах Батурина розташовувалось кілька підприємств місцевого значення, що працювали за давальницькою схемою. Працювали: райпромкомбінат, пеньковий завод, харчовий комбінат, маслозавод та МТС.
У 1960 р. Батуринський район розформували, а Батурин отримав статус селища міського типу. В цей період в місті діяли цегельний та льонозавод; за селищем було закріплено два лісництва.
У 1970 р. основними підприємствами селища були льонозавод, молокозавод, харчокомбінат, об'єднання «Сільгосптехніка», цегельний завод.

## Період незалежності

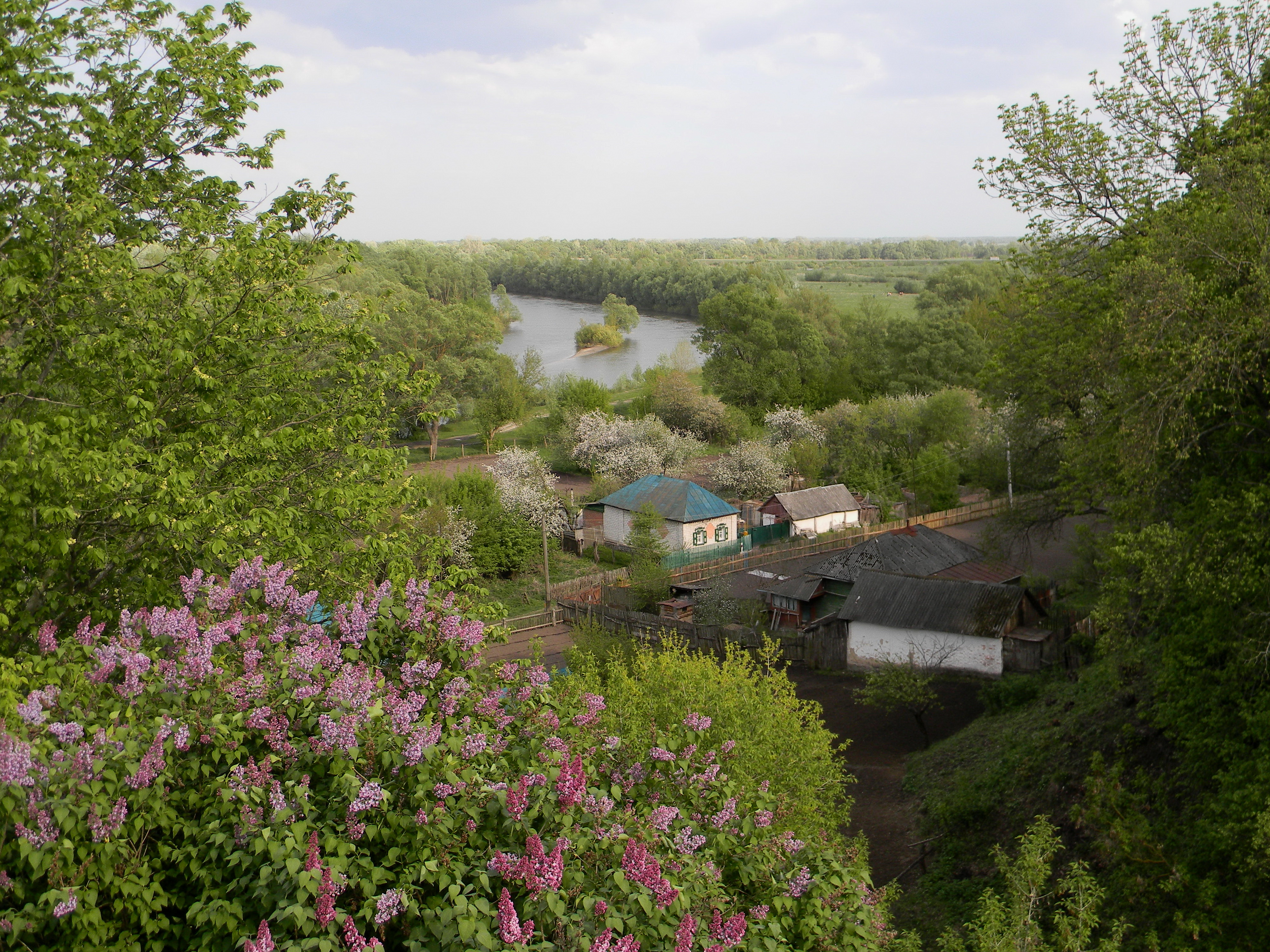
Краєвид на річку Сейм з батуринських висот

Батуринська міська рада

Станом на 2000 р. у Батурині перестали функціонувати льонопереробний завод, цегляний завод, молокозавод, харчовий комбінат та інші невеликі виробництва.
Планувальна структура Батурина залишилася майже без змін. Багатоквартирне будівництво не проводилось з 1990 р. Сучасна забудова — одноповерхова садибна, з великими присадибними ділянками.
Масштабні будівельні роботи у Батурині розпочалися у 2003 р. після прийняття Урядом України "Комплексної програми збереження пам'яток Державного історико-культурного заповідника "Гетьманська столиця" і розвитку соціальної та інженерно-транспортної інфраструктури смт Батурина". Було здійснено газифікацію міста, прокладено новий водогін. У 2007 р. завершилася реконструкція Батуринського міського будинку культури. У 2008 р. прокладено нове асфальтне покриття по вул. Гетьманській та імені В. Ющенка.
У 2003-2005 та 2008-2009 роках велася реставрація і відбудова пам'яток Національного історико-культурного заповідника «Гетьманська столиця»: Будинку генерального судді В.Кочубея, Воскресенської церкви-усипальниці К. Розумовського, Воскресенської церковнопарафіяльної школи, Цитаделі Батуринської фортеці, палацово-паркового ансамблю гетьмана Кирила Розумовського.
У 2008-2009 роках збудована Покровська церква.
У 2008 р. Батурин отримав статус міста районного значення, у грудні 2017 р. став центром Батуринської об'єднаної територіальної громади.

## Динаміка чисельності населення
1654 р. — 635 осіб (360 козаків і 275 міщан). Не враховано кількість жінок, неповнолітнього населення, духовенства (Присяжні книги 1654 р.).
1666 р. — 365 міщанських дворів, 679 осіб. Не враховано козацькі двори, оскільки ті не платили податків (Переписні книги 1666 р.).
Початок XVIII ст.1000—1100 дворів, 7-8 тис. осіб.
1723 р. — 647 дворів (Ревізія 1723 р. Оригінал ревізії 1723 р. не зберігся. Її дані приведені в документі Малоросійської колегії, складеному 24.12.1725 на основі ревізійних книг Ніжинського полку).
1726 р. — 526 дворів (Мазепина книга, станом на 1 лютого 1726 р.).
1736 р. — 297 дворів, 331 осіб (Ревізія 18 липня 1736 р. — перепис населення, зобов'язаного сплачувати подушний податок і відбувати рекрутську повинність).
1751—1756 рр. — 492 дворів (Відомості про населення Батурина за «Расположениями» зі збирання консистентського податку з населення Лівобережної України).
1760 р. — 1101 осіб підданих, переважно селян і ремісників. Не враховано козацтво і духовенство (Опис маєтностей, пожалуваних К. Г. Розумовському за Указом Єлизавети Петрівни 17 лютого 1760 р.).
1765—1769 рр. — 2719 осіб підданих, козаків і духовенства (Генеральний опис Лівобережної України (Румянцевський опис) 1765—1769 рр.).
1779—1781 рр. — дворів — 534, в них хат — 663, обивателів — 704 чол. (Опис Новгород-Сіверського намісництва про забудову і склад населення Батурина 1779-81 рр.).
1808 р. — 3578 осіб обох статей (Відомість про населення Батурина від 16 травня 1808 р.).
1836 р. — 480 дворів, 3047 осіб обох статей (Відомість про кількість церков і парафіян у Батурині від 17 червня 1836 р.).
1851 р. — дворів 475, населення — до 3000 осіб обох статей («Военно-статистическое обозрение Российской империи» 1851 р.).
1902 р. — 5629 осіб обох статей, дворів — 678 (Дані з клірових відомостей про чисельність парафіян батуринських церков 1902 р.).
1906 р. — 5822 осіб обох статей (З відомостей про чисельність населення Батурина з передмістям Матіївкою від 29 грудня 1906 р.).
1917 р. — 3764 осіб, кількість господарств — 675 (Відомість про землеволодіння мешканців Батурина за переписом 1917 р.).
1920 р. — 4200 осіб обох статей, кількість дворів — 882 (З відомостей Батуринського волвиконкому про кількість дворів і чисельність мешканців Батурина від 5 березня 1920 р.).
1942 р. — 2439 осіб (Статистичні дані про чисельність населення в Батурині, грудень 1942 р.).
1943 р. — всього населення 3198, в тому числі чоловіків 1214, жінок 1984, дітей до 14 років — 971 (Тимчасова відомість господарського обліку у місцевостях, звільнених від окупантів, по Батуринській сільраді від 25 жовтня 1943 р.).
1944 р. — 3112 осіб (Статистичний звіт про віковий та статевий склад населення Батуринської сільради від 10 січня1944 р.).
1952 р. — 3428 осіб (Звіт Батуринської сільради про чисельність населення та кількість господарств від 1 лютого 1952 р.).
1979 р. — наявне населення 3654 осіб, постійно проживаюче — 3402 осіб (Відомість про кількість населення Батурина за даними Всесоюзного перепису 17 січня 1979 р.).
2001 р. — 3078 осіб (Дані Всеукраїнського перепису 5 грудня 2001 р.).
2014 р. — 2652 особи.
2015 р. — 2622 особи.
2016 р. — 2581 особа.
2017 р. — 2571 особа.